# Marcos Aurélio Galeano
Marcos Aurélio Galeano (født 28. marts 1972) er en tidligere brasiliansk fodboldspiller.